# Zoropsis bilineata
Zoropsis bilineata ist eine Art der Kräuseljagdspinnen und lebt im Mittelmeerraum.

## Merkmale
Weibchen dieser Art können 10–19 mm lang werden. Sie haben zwei schwarzbraune Streifen auf dem Hinterleib, die nach hinten zueinander verlaufen und unterbrochen sind.

## Verbreitung
Die Art lebt in Marokko, Algerien und auf Mallorca.

## Wissenswertes
Eine cribellate Spinne, die aber nach Art der Wolfsspinnen bei der Jagd umherstreift. Sehr schneller Läufer, tagsüber eingesponnen in einem Gespinstsäckchen in einem dunklen Versteck. Die Weibchen überspinnen ihren Eikokon reichlich mit klebriger Cribellum-Wolle und halten bei ihm Wache. Ein Weibchen kann im Laufe eines Sommers nacheinander mehrere Kokons fertigen und betreuen.